# Rundzange

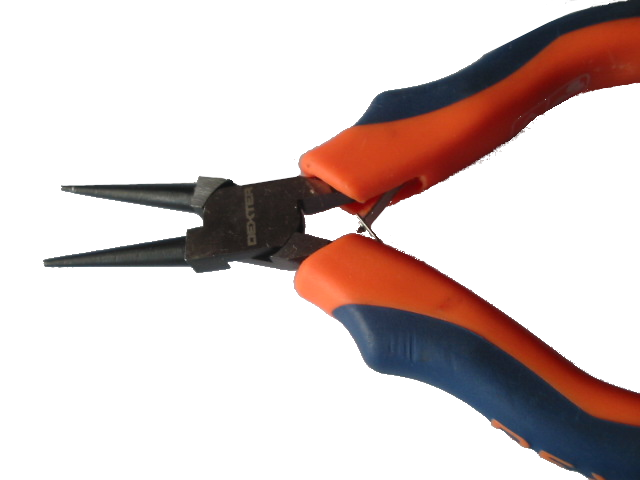
Rundzange

Eine Rundzange ist eine Zange mit zwei rund ausgeformten und konisch zulaufenden Backen, die meist zum Biegen von Drähten oder Ösen verwendet wird.

## Abgrenzung zu anderen Zangen
- Gegenüber der Spitzzange hat sie keine abgeflachten oder aufgerauten Backen.
- Sie hat keine integrierte Schneide, wie ein Seitenschneider.
- Sie enthält keine abgesetzten Enden, wie eine Sicherungsringzange.

## Varianten / Anwendungsbereiche
Es gibt diese Zange in verschiedenen Größen:
- Kleinere Modelle eignen sich für die Bearbeitung von Schmuck, wie Ketten oder Ohrringe. Sie werden dann Schmuckbiegezange genannt. Als eine von verschiedenen Elektronikzangen finden kleinere Rundzangen auch in der Elektronik Verwendung.
- Etwas größere Modelle werden für den Bereich Modellbau, Modellbahn und allgemeine Bastelarbeiten verwendet.
- Noch größere Varianten benötigt man in Werkstätten oder z. B. beim Zaunbau, wo dickere Drähte gebogen werden müssen.